# Фицровия
Фицровия  (англ. Fitzrovia) — район в центре Лондона, находящийся недалеко от Вест-Энда, который охватывает границы города Вестминстер (на Западе) и района Камден (на востоке). Был урбанизирован в XVIII веке, а неофициальный термин Фицровия был применён только в конце 1930-х годов. Исторически богемный район, в котором проживали такие писатели, как Вирджиния Вулф, Джордж Бернард Шоу и Артюр Рембо.
В 2016 году газета The Sunday Times назвала этот район лучшим местом проживания в Лондоне.

## История
Фицровия была названа в честь таверны Фицрой, расположенной на углу Шарлотт-стрит и Уиндмилл-стрит в этом районе. До конца XIX века он являлся поместьем герцогов Графтонских, происходивших от Генри Фицроя, 1-го герцога Графтонского, сына Карла II и Барбары Вильерс, носивших королевскую фамилию Фицрой.
Название Фицровия было присвоено в военные годы в знак признания артистической и богемной общины, которая здесь проживала. Это название было впервые напечатано депутатом парламента, Томом Дрибергом в газете Daily Express в 1940 году.
Таверна Фицроя была названа в честь Чарльза Фицроя, который впервые освоил северную часть этого района в XVIII веке. Он купил поместье Тоттенхэм-Корт и построил Фицрой-сквер, которому дал своё имя, соседняя Фицрой-Стрит также носит его имя. Площадь является самой выдающейся из оригинальных архитектурных особенностей района, частично спроектированной Робертом Адамом. Юго-западный район был впервые разработан герцогом Ньюкаслом, который основал Оксфордский рынок, ныне район вокруг Маркет-Плейс. 
Участок мидлсекской больницы, занимавший большую часть Фицровии, был приобретён компанией «Candy and Candy», которая снесла больницу, чтобы освободить место для жилого комплекса и торговой застройки под названием «Фицрой Плейс». Схема братьев Кэнди, которая была непопулярна среди местного населения, провалилась во время кризиса 2008 года.
Компания Derwent London plc приобрела 800 000 квадратных футов недвижимости в этом районе. К тому времени она уже владела около 1 000 000 квадратных футов собственности в Фицровии. В ноябре 2009 года компания объявила о планах превратить часть Фицровии в торговую площадь с кафе и ресторанами.
В июле 2010 года участок перешёл в собственность Aviva Investments и Exemplar Properties.  В августе 2011 года была подана заявка на планирование нового проекта больницы. Строительство больницы в Мидлсексе было завершено в 2014 году.
Фицровия была художественным и богемным центром примерно с середины 1920-х годов до наших дней. Здесь проживали такие знаменитости, как Огастес Джон, Квентин Крисп, Дилан Томас, Алистер Кроули, Нина Хэмнет и Джордж Оруэлл. Район фигурирует в романах Оруэлла «Да здравствует фикус!» и 1984, а также в фильме Майкла Пауэлла «Подглядывающий».
На заре своего существования Фицровия считалась районом состоятельных торговцев и ремесленников, с эдвардианскими особняками, построенными квакерами для работников театра. Шарлотт-стрит в течение многих лет была домом для британской рекламной индустрии, а теперь известна своими многочисленными и разнообразными ресторанами. Сегодня в этом районе находится несколько крупных рекламных агентств, включая Saatchi & Saatchi и TBWA, а также CHI & Partners, Fallon, Dare Digital и Target Media Group.
В этом районе базируется ряд телевизионных компаний, а также художественные галереи.
В 2009 году была создана компания Fitzrovia Partnership, чтобы объединить местные предприятия, повысить ценность и внести ощутимый вклад в управление Фицровии. Мероприятия включали установку рождественского освещения на Тоттенхэм-Корт-Роуд, Шарлотт-стрит и Фицрой-стрит, ежегодную рождественскую ярмарку, праздник на летнем фестивале в Фицровии, а также создание местных рабочих мест, поддержку малого бизнеса и сосредоточение внимания на устойчивом развитии и улучшении качества воздуха. В 2011 году заявка была подвергнута критике, а повреждение деревьев на Шарлотт-стрит рождественским освещением было описано газетой Fitzrovia News как вандализм.

## Образование
В районе располагается множество учебных заведений, например, здесь находятся филиалы Вестминстерского университета на Нью-Кавендиш-стрит, Уэллс-стрит и Грейт-Портленд-стрит. Лондонский университет имеет филиалы на Торрингтон-Плейс, Хантли-стрит и Нью-Кавендиш-стрит.  Институт финансовых исследований находится на Риджмаунт-стрит, а главный офис Королевского антропологического института — на Фицрой-стрит.

## Жилищные условия
Несмотря на то, что Фицровия часто описывается как престижный район для проживания и является местом обитания многих знаменитостей, он как и основная часть Лондона имеет большое расслоение общества на богатых и бедных. Некоторые его участки имеют неблагоприятную зону для проживания, согласно правительственному докладу, который оценил качество жилья, воздуха и количество дорожно-транспортных происшествий.

## В массовой культуре
О Фицровии было опубликовано множество книг. Среди них: «London's Old Latin Quarter», «Fitzrovia», «Characters of Fitzrovia» и другие. Съёмки фильма «Подглядывающий» (1960) были сняты в районе Ньюмен-Пассаж и Рэтбоун-стрит. Части фильма Сапфир (1959) были сняты на улице Шарлотт-стрит.